# Fondation Pierre Elliott Trudeau
 (juillet 2022).
Si vous disposez d'ouvrages ou d'articles de référence ou si vous connaissez des sites web de qualité traitant du thème abordé ici, merci de compléter l'article en donnant les références utiles à sa vérifiabilité et en les liant à la section « Notes et références ».
La Fondation Pierre Elliott Trudeau est un organisme de bienfaisance canadien, indépendant et sans affiliation politique, créé en 2001 par la famille, les amis et les collègues de l’ancien premier ministre Pierre Elliott Trudeau pour lui rendre hommage. Les bureaux de la Fondation sont situés sur la rue Sherbrooke Ouest à Montréal.
Par le biais de bourses, de prix, de mentorat et d’événements d’interaction publique, la Fondation appuie des esprits libres qui apportent une contribution remarquable aux enjeux sociaux de premier ordre. À ce jour, la Fondation a remis des centaines de prix d’importance à des chercheurs de pointe et à des personnes accomplies, au Canada et à l’étranger.

## Direction
Depuis sa création, en 2001, trois présidents se sont succédé à la tête de la Fondation Pierre Elliott Trudeau. Le premier président et chef de la direction fut M. Stephen J. Toope, qui entra en fonction au début d’août 2002. Puis, M. Frederick H. Lowy fut président intérimaire de juin à octobre 2006, alors que M. Toope quittait ses fonctions pour devenir recteur de l’Université de la Colombie-Britannique. M. Pierre-Gerlier Forest, ancien scientifique en chef à Santé Canada, a été président de la Fondation de novembre 2006 à septembre 2013. M. Tim Brodhead est le nouveau président et chef de la direction par intérim depuis le 17 septembre 2013.

## Financement
En 2002, le gouvernement du Canada accordait à la Fondation Pierre Elliott Trudeau un fonds de dotation de 125 millions de dollars (CAD) afin de créer un programme de calibre international pour la recherche avancée en sciences humaines et sociales. L’Entente de financement pour le Fonds de recherche avancée en sciences humaines, signée en mars 2002 entre le gouvernement du Canada et la Fondation, énonce les obligations pour la gestion de ces fonds publics en termes de stratégies d’investissement, de gouvernance et de prestation des programmes. La Fondation est également à la recherche de financement privé pour certains projets ciblés. 

## Mission
La Fondation Pierre Elliott Trudeau a pour objet de promouvoir la recherche d’envergure effectuée dans le domaine des sciences humaines et sociales. Elle préconise également un dialogue fructueux entre les universitaires et les décideurs des milieux des arts et des affaires, de l’administration publique, des professions libérales ainsi que du secteur bénévole et communautaire. De plus, la Fondation :
- encourage les nouveaux talents en accordant des bourses d’études Trudeau aux candidats au doctorat les plus doués au Canada et à l’étranger
- confie aux lauréats et aux mentors Trudeau réputés pour leur érudition et leur sagesse la mission de constituer une communauté intellectuelle qui appuie le travail des boursiers
- crée et maintient un réseau international de lauréats, de boursiers et de mentors Trudeau

## Thèmes

### Droits de la personne et dignité humaine
La reconnaissance des droits civils, politiques, économiques et sociaux vise à assurer et à promouvoir la dignité humaine sous toutes ses formes. Hommes et femmes doivent être en mesure de vivre dans un contexte social où se reflètent leurs valeurs et leurs aspirations communes, et ce, en dépit des différences. 

### Citoyenneté responsable
Alors qu’à l’échelle internationale s’exercent de fortes pressions en faveur de l’intégration, les divisions culturelles, ethniques et religieuses s’accroissent, compromettant ainsi la cohésion sociale. Les droits et les devoirs liés à la citoyenneté ne sont pas répartis équitablement et ont des répercussions aux niveaux local, national et international. Les traditionnelles distinctions entre sphère publique et sphère privée tendent aussi à s’estomper avec la mondialisation des marchés. La défense de la démocratie passe par la reconnaissance de ce nouveau contexte pluraliste, dans une perspective où la tolérance s’allie au sens des responsabilités sociales.

### Le Canada dans le monde
Le Canada a toujours pris une part active aux affaires internationales, à tel point que son identité en a été fortement marquée. Sensibles à tout ce qui se passe dans les domaines de l’immigration, des déplacements ou des communications mondiales, les Canadiens sont bien au fait de la complexité des réalités internationales, qu’il s’agisse de commerce, de culture ou de sécurité. Les notions de risque, d’obligation sociale et d’engagement évoluent rapidement, d’où la nécessité de redéfinir la politique étrangère et le rôle du Canada dans des domaines aussi importants que la protection de l’environnement et la coopération internationale.

### Les populations et leur environnement naturel
Les problèmes environnementaux ont de multiples répercussions et suscitent des craintes partout dans le monde. L’accès à la nourriture, à l’eau, à l’air pur et aux ressources naturelles engendre des conflits. À l’instar d’autres pays, le Canada doit reconnaître la dégradation du milieu naturel et la menace qu’elle fait peser sur la santé et la sécurité de ses habitants. De nouvelles mesures de protection de l’environnement, tout comme l’adaptation des comportements humains, peuvent réduire les risques de confrontation entre les pays et les groupes sociaux. Le concept de justice environnementale entraînera des changements d’ordre économique, politique et social.

## Programmes

### Bourses Trudeau
Chaque année, la Fondation Trudeau attribue jusqu’à quinze bourses d’études à des candidats au doctorat qui poursuivent des recherches sur de grandes questions actuelles touchant un ou plusieurs des thèmes de la Fondation. Les boursiers Trudeau s’engagent activement dans leurs domaines respectifs; ils sont promis à une grande renommée tant sur la scène nationale qu’internationale. Les boursiers Trudeau sont invités à travailler avec les mentors et les lauréats Trudeau. L’interaction avec la communauté Trudeau, les milieux non universitaires et le grand public est un aspect fondamental de ce programme de bourses.
Le programme des bourses Trudeau occupe une place de choix parmi les bourses d’excellence canadiennes qui s’adressent aux étudiants intéressés par les grandes questions sociales et de politiques publiques.
- Valeur annuelle : 60 000 $ CAD par an par boursier (y compris une indemnité de 20 000 $ CAD pour les déplacements, la recherche et l’engagement public)
- Valeur globale : 240 000 $ CAD sur une période pouvant atteindre quatre ans (trois ans et possibilité d'un renouvellement d'un an)
- Nombre de bourses octroyées entre 2003 et 2014: 170
- Le concours annuel s’ouvre en septembre pour clore en décembre
- Les étudiants canadiens et étrangers posent leur candidature par l’entremise de leur université
- Les universités présentent à la Fondation leurs 6 ou 8 meilleurs dossiers
- La présélection et les entrevues sont effectuées par un comité d’examen externe
- Les noms des nouveaux boursiers sont divulgués en mai

| Boursiers 2014                                                 | Boursiers 2013                                                                     | Boursiers 2012                                                |
| -------------------------------------------------------------- | ---------------------------------------------------------------------------------- | ------------------------------------------------------------- |
| Wendell Adjetey, Yale University                               | Gerald Bareebe, Université de Toronto                                              | Nathan Andrews, Université de l'Alberta                       |
| Erika Bockstael, Université de Manitoba                        | Sylvie Bodineau, Université Laval                                                  | Sara Angel, Université de Toronto                             |
| Geoffrey Cameron, Université de Toronto                        | Chiara Camponeschi, Université de Guelph                                           | Gabrielle Bardall, Université de Montréal                     |
| Melanie Doucet, Université McGill et Université de Montréal    | Anna-Louise Crago, Université de Toronto                                           | Megan Daniels, Stanford University                            |
| Ali Hamandi, Harvard University                                | Kyle Kirkup, Université de Toronto                                                 | Kerri Froc, Université Queen's                                |
| Joanna Langille, Université de Toronto                         | Ryan Liss, Yale University                                                         | Matthew Gordner, Université de Toronto                        |
| Nathan Lemphers, Université de Toronto                         | Logan Mardhani-Bayne, Yale University                                              | Steven Hoffman, Harvard University                            |
| Andrea Marston, University of California - Berkeley            | Jean Frédéric Ménard, University College London                                    | Lisa Kerr, New York University                                |
| Aaron Mills, Université de Victoria                            | David Morgan, Université Dalhousie                                                 | Florence Larocque, Columbia University                        |
| Jake Pyne, Université McMaster                                 | Sophia Murphy, Université de la Colombie-Britannique                               | Nehraz Mahmud, Memorial University                            |
| Ayden Scheim, Université Western                               | Sara Pavan, Université Queen’s                                                     | Michael Pal, Université de Toronto                            |
| Tammara Soma, Université de Toronto                            | Robyn Sneath, University of Oxford                                                 | Carla Suarez, Université Dalhousie                            |
| Claudia Stoicescu, University of Oxford                        | Leah Trueblood, University of Oxford                                               | Kerrie Thornhill, Oxford University                           |
| Rebecca Sutton, London School of Economics & Political Science | Emily White, New York University                                                   | Daniel Werb, Université de la Colombie-Britannique            |
|                                                                |                                                                                    | Katrin Wittig, Université de Montréal                         |
| Boursiers 2011                                                 | Boursiers 2010                                                                     | Boursiers 2009                                                |
| Hassan El Menyawi, Université de New York                      | Adolfo Agundez Rodriguez, Université de Sherbrooke                                 | Martine August, Université de Toronto                         |
| Alana Gerecke, Université Simon Fraser                         | Karina Benessaiah, Université d'État d'Arizona                                     | Jonas-Sébastien Beaudry, Université d'Oxford                  |
| Claris Harbon, Université McGill                               | Nathan Bennett, Université de Victoria                                             | Magaly Brodeur, Université de Montréal                        |
| Sébastien Jodoin, Université Yale                              | François Bourque, King's College London                                            | Kathryn Chan, Université d'Oxford                             |
| Brent Loken, Université Simon Fraser                           | Amanda Clarke, Université d'Oxford                                                 | Isabelle Chouinard, Université de Montréal                    |
| Alexandra Lysova, Université de Toronto                        | Libe Garcia Zarranz, Université de l'Alberta                                       | Simon Collard-Wexler, Université Columbia                     |
| Johnny Mack, Université de Victoria                            | Lisa Kelly, Université Harvard                                                     | Christopher Cox, Université de l'Alberta                      |
| Mélanie Millette, Université du Québec à Montréal              | Michelle Lawrence, Université Simon Fraser                                         | Tamil Kendall, Université de la Colombie-Britannique          |
| Danielle Peers, Université de l'Alberta                        | Scott Naysmith, London School of Economics and Political Science                   | Jean-Michel Landry, Université de la Californie, Berkeley     |
| Graham Reynolds, Université d'Oxford                           | Leila Qashu, Université Memorial de Terre-Neuve                                    | Laura Madokoro, Université de la Colombie-Britannique         |
| Lara Rosenoff, Université de la Colombie-Britannique           | Rosalind Raddatz, Université d'Ottawa                                              | Lindsey Richardson, Université d'Oxford                       |
| Marina Sharpe, Université d'Oxford                             | Émilie Raymond, Université McGill                                                  | Mark Lawrence Santiago, Université de la Colombie-Britannique |
| Zoe Todd, Université d'Aberdeen                                | Simon Thibault, Université Laval et Sorbonne Nouvelle (Paris 3)                    | Jeremy Schmidt, Université de Western Ontario                 |
| Laure Waridel, IHEID et Université du Québec à Montréal        | Joël Thibert, Université Princeton                                                 | Lisa Szabo-Jones, Université de l'Alberta                     |
|                                                                | Erin Tolley, Université Queen's                                                    | David Theodore, Université Harvard                            |
| Boursiers 2008                                                 | Boursiers 2007                                                                     | Boursiers 2006                                                |
| Maria Banda, Université d'Oxford                               | Alexander Aylett, Université de la Colombie-Britannique                            | Michael Ananny, Université Stanford                           |
| Jonathan Beauchamp, Université Harvard                         | Sherri Brown, Université McMaster                                                  | Catherine Bélair, Université Laval                            |
| Andrée Boisselle, Université de Victoria                       | Elaine Craig, Université Dalhousie                                                 | Christina Brabant, Université de Sherbrooke                   |
| Julia Christensen, Université McGill                           | Lucas Crawford, Université de l'Alberta                                            | May Chazan, Université Carleton                               |
| Lisa Freeman, Université de Toronto                            | Jessica Dempsey, Université de la Colombie-Britannique                             | Rajdeep Gill, Université de la Colombie-Britannique           |
| Xavier Gravend-Tirole, Université de Montréal et de Lausanne   | Sarah Kamal, London School of Economics and Political Science                      | Lisa Helps, Université de Toronto                             |
| Shauna Labman, Université de la Colombie-Britannique           | Kristi Kenyon, Université de la Colombie-Britannique                               | Kate Hennessy, Université de la Colombie-Britannique          |
| Mark Mattner, Université McGill                                | Joshua Lambier, Université de Western Ontario                                      | Dawnis Kennedy, Université de Toronto                         |
| Daina Mazutis, Université de Western Ontario                   | Jennifer Langlais, Université Harvard                                              | Alexis Lapointe, Université de Montréal et de Paris X         |
| Alberto Vergara Paniagua, Université de Montréal               | Myles Leslie, Université de Toronto                                                | Jason Luckerhoff, Université du Québec à Trois-Rivières       |
| Nicholas Rivers, Université Simon Fraser                       | Leah Levac, Université du Nouveau-Brunswick                                        | Prateep Nayak, Université du Manitoba                         |
| Irvin Studin, Université York                                  | Jason Morris-Jung, Université de la Californie, Berkeley                           | Taylor Owen, Université d'Oxford                              |
| William Tayeebwa, Université Concordia                         | Emily Paddon, Université d'Oxford                                                  | Meredith Schwartz, Université Dalhousie                       |
| Christopher Tenove, Université de la Colombie-Britannique      | Geneviève Pagé, Université de Montréal                                             | Samuel Spiegel, Université de Cambridge                       |
| Lilia Yumagulova, Université de la Colombie-Britannique        | Kate Parizeau, Université de la Colombie-Britannique                               | Pierre-Hugues Verdier, Université Harvard                     |
| Boursiers 2005                                                 | Boursiers 2004                                                                     | Boursiers 2003                                                |
| David R. Boyd, Université de la Colombie-Britannique           | Jillian Boyd, Université de Toronto                                                | Caroline Allard, Université de Montréal                       |
| Marie-Joie Brady, Université d'Ottawa                          | Ken Caine, Université de l'Alberta                                                 | Anna-Liisa Aunio, Université McGill                           |
| Caroline Caron, Université Concordia                           | Collen M. Davison, Université de Calgary                                           | Jay Batongbacal, Université Dalhousie                         |
| Kevin Chan, Université Harvard                                 | Nora Doerr-MacEwan, Université de Waterloo                                         | Pascale Fournier, Université Harvard                          |
| Astrid Christoffersen-Deb, Université d'Oxford                 | Margarida Garcia, Université du Québec à Montréal                                  | Julie Gagné, Université Laval et EHESS                        |
| Lilith Finkler, Université Dalhousie                           | Robert Huish, Université Simon Fraser                                              | Ginger Gibson, Université de la Colombie-Britannique          |
| Christian Girard, Université de Montréal                       | Alenia Kysela, Université McMaster                                                 | D. Memee Lavell-Harvard, Université de Western Ontario        |
| Fiona Kelly, Université de la Colombie-Britannique             | Patti-Ann Laboucane-Benson, Université de l'Alberta                                | Robert Leckey, Université de Toronto                          |
| Amy Z. Mundorff, Université Simon Fraser                       | David Mendelsohn, Université McGill                                                | James Milner, Université d'Oxford                             |
| Vincent Pouliot, Université de Toronto                         | Alain-Désiré Nimubona, HEC Montréal                                                | Robert Lee Nichols, Université de Toronto                     |
| Aliette Frank Sheinin, Université de la Colombie-Britannique   | Rebecca Polock, Université Trent                                                   | Anna Stanley, Université de Guelph                            |
| Emma J. Stewart, Université de Calgary                         | Karen Rideout, Université de la Colombie-Britannique                               | Sophie Thériault, Université Laval                            |
| Sonali Thakkar, Université Columbia                            | Louis-Joseph Saucier, Université du Québec à Montréal et Paris I Panthéon-Sorbonne |                                                               |
|                                                                | Grégoire Webber, Université d'Oxford                                               |                                                               |

### Prix Trudeau
Chaque année, jusqu’à cinq lauréats sont nommés en reconnaissance de leurs accomplissements exceptionnels, de leur démarche novatrice envers les enjeux de politiques publiques et de leur engagement sur la scène publique. La Fondation offre aux lauréats un soutien qui leur permet d’apporter une contribution spéciale dans leurs domaines d’action grâce à la recherche de pointe ou au travail de création. 
L’objectif du programme des prix Trudeau comporte trois volets. Premièrement, reconnaître des personnes exceptionnelles qui ont recours aux données probantes et à leur créativité pour informer le discours public et les politiques publiques. Deuxièmement, stimuler une recherche multidisciplinaire de pointe et la diffusion des connaissances au sein des sciences humaines et sociales. Troisièmement, faire des lauréats Trudeau des participants de marque dans le milieu universitaire, tout en stimulant et en motivant la prochaine génération d’étudiants.
- Valeur du prix : 225 000 $ CAD sur une période de trois ans
- Nombre de prix Trudeau octroyés entre 2003 et 2014: 46
- L’appel de nominations s’ouvre en septembre pour clore en novembre
- Les noms des candidats sont proposés par plus de 300 éminents nominateurs
- Un comité externe de pairs examine les dossiers des candidats proposés

| Lauréats 2014                                                           | Lauréats 2013                                          | Lauréats 2012                                              |
| ----------------------------------------------------------------------- | ------------------------------------------------------ | ---------------------------------------------------------- |
| Myriam Denov, Université McGill                                         | Timothy Caulfield, Université de l'Alberta             | Maria Campbell, Université d’Ottawa (en résidence)         |
| Evan Fraser, Université de la Colombie-Britannique                      | Jennifer Clapp, Université de Waterloo                 | Catherine Dauvergne, Université de la Colombie-Britannique |
| Jason Edward Lewis, Université Concordia                                | Jean Leclair, Université de Montréal                   | Joseph Heath, Université de Toronto                        |
|                                                                         | Kent Roach, Université de Toronto                      | Janine Marchessault, Université York                       |
| Lauréats 2011                                                           | Lauréats 2010                                          | Lauréats 2009                                              |
| Macartan Humphreys, Université de la Colombie-Britannique (résidence)   | Janine Brodie, Université de l'Alberta                 | Isabella C. Bakker, Université York                        |
| John McGarry, Université Queen's                                        | Sujit Choudhry, Université de Toronto                  | Clare Bradford, Université Deakin, Melbourne               |
| Haideh Moghissi, Université York                                        | Alain-G. Gagnon, Université du Québec à Montréal       | Beverley Diamond, Université Mémorial de Terreneuve        |
| Ronald Rudin, Université Concordia                                      | Steven Loft, en résidence à l'Université Ryerson       | Simon Harel, Université du Québec à Montréal               |
|                                                                         |                                                        | Jeremy Webber, Université de Victoria                      |
| Lauréats 2008                                                           | Lauréats 2007                                          | Lauréats 2006                                              |
| François Crépeau, Université McGill                                     | William D. Coleman, Université de Waterloo             | Constance Backhouse, Université d'Ottawa                   |
| Kathleen Mahoney, Université de Calgary                                 | Eric Helleiner, Université de Waterloo                 | John Borrows, Université de Victoria                       |
| John B. Robinson, Université de la Colombie-Britannique                 | Shana Poplack, Université d'Ottawa                     | Jocelyn Létourneau, Université Laval                       |
| Rosemary Sullivan, Université de Toronto                                | William E. Rees, Université de la Colombie-Britannique | Barbara Neis, Université Memorial de Terre-Neuve           |
| Guy Vanderhaeghe, Collège St-Thomas-More, Université de la Saskatchewan | Joseph Yvon Thériault, Université du Québec à Montréal | Jennifer Welsh, Université d'Oxford                        |
| Lauréats 2005                                                           | Lauréats 2004                                          | Lauréats 2003                                              |
| George Elliott Clarke, Université de Toronto                            | Ann Dale, Université Royal Roads                       | Danielle Juteau, Université de Montréal                    |
| Jane Jenson, Université de Montréal                                     | Roderick A. Macdonald, Université McGill               | David Ley, Université de la Colombie-Britannique           |
| Will Kymlicka, Université Queen's                                       | Rohinton Mistry, écrivain                              | Janice Gross Stein, Université de Toronto                  |
| Margaret Lock, Université McGill                                        | Donald Savoie, Université de Moncton                   | James Hamilton Tully, Université de Victoria               |
| Philippe Poullaouec-Gonidec, Université de Montréal                     | Daniel Weinstock, Université de Montréal               |                                                            |

### Mentorat Trudeau
Chaque année, la Fondation nomme jusqu’à douze mentors Trudeau. Le programme de mentorat vise à nouer des liens intellectuels et personnels entre les jeunes doctorants qui ont reçu la bourse Trudeau et des personnalités canadiennes de grand renom, fortes d’une expérience concrète des réalités sociales et politiques.
Les mentors sont issus d’un éventail de milieux professionnels, notamment des arts, du journalisme, des affaires, de la fonction publique, des professions libérales, de la recherche et des groupes de défense des causes sociales. Leurs réalisations dans leurs domaines d’activité leur confèrent en général une réputation d’envergure nationale et internationale. Ils sont en mesure d’ouvrir aux boursiers les portes de leurs réseaux.
Les candidatures au programme de mentorat Trudeau sont examinées par un comité d’évaluation des dossiers formé principalement de décideurs et d’entrepreneurs sociaux, mais aussi de chefs de file des médias, du monde des affaires et du milieu de la politique.
- Valeur générale : 35 000 $ CAD sur une période de deux ans, comprenant une indemnité de 15 000 $ CAD pour les déplacements et l’engagement public
- Nombre de mentors nommés entre 2004 et 2015: 105
- L’appel pour les nominations commence en juillet et se termine en septembre
- Les noms des candidats sont proposés par plus de 300 éminents nominateurs
- Un comité externe de pairs examine les dossiers des candidats proposés
- Les noms des nouveaux mentors sont divulgués en janvier[3].

| Mentors 2014        | Mentors 2013       | Mentors 2012            | Mentors 2011             | Mentors 2010         | Mentors 2009      |
| ------------------- | ------------------ | ----------------------- | ------------------------ | -------------------- | ----------------- |
| Denise Bombardier   | Françoise Bertrand | Elizabeth Beale         | George R.M. Anderson     | Guy Berthiaume       | James Bartleman   |
| Louise Charron      | Susan Cartwright   | Cindy Blackstock        | Margaret Bloodworth      | Edward Broadbent     | Chuck Blyth       |
| Pierre Marc Johnson | Len Edwards        | Philippe Couillard      | Jacques Bougie           | Donald W. Campbell   | Carolyn McAskie   |
| Avrim Lazar         | Michael Fortier    | Len Crispino            | Joseph Caron             | Maria Campbell       | Renée Dupuis      |
| Clarence Louie      | Evaleen Jaager-Roy | Paul Kariya             | Rita Deverell            | Roberta Jamieson     | Ivan Fellegi      |
| Marie-Lucie Morin   | Wade MacLauchlan   | Frances Lankin          | Jim Judd                 | Chantal Hébert       | Alanis Obomsawin  |
| David Schindler     | Sandy Martin       | Daniel Lessard          | Maureen McTeer           | Pierre Pettigrew     | Peter Harder      |
| Mary Simon          | Jessica McDonald   | Bernard Richard         | Samantha Nutt            | Edward Roberts       | Misel Joe         |
| Glenda Yeates       | Madeleine Redfern  | John Sims               | Mary Ellen Turpel-Lafond | Guy Saint-Pierre     | Anne McLellan     |
|                     | Rosemary Thompson  | Chuck Strahl            | Robert Wright            | Jodi White           | Nola-Kate Seymoar |
| Mentors 2008        | Mentors 2007       | Mentors 2006            | Mentors 2005             | Mentors 2004         |                   |
| Dyane Adam          | Lloyd Axworthy     | Margaret Catley-Carlson | Paul Heinbecker          | Louise Arbour        |                   |
| Robert Fowler       | Ken Battle         | Raymond Chrétien        | Irshad Manji             | Allan Blakeney       |                   |
| Sylvia D. Hamilton  | Monique Bégin      | Arthur Hanson           | Judith Maxwell           | Elizabeth Dowdeswell |                   |
| Janice MacKinnon    | Elizabeth Davis    | Frank Iacobucci         | Elizabeth May            | Yves Fortier         |                   |
| Louise Mailhot      | Ursula Franklin    | Donald Johnston         | Morris Rosenberg         | Michael Harcourt     |                   |
| Larry Murray        | Huguette Labelle   | Gregory P. Marchildon   | Diom Roméo Saganash      | Judith Maxwell       |                   |
| Alex Neve           | Gordon Smith       | David Morley            | Jeffrey Simpson          | Ken Wiwa             |                   |
| Monica Patten       |                    | Stephanie Nolen         | Ken Wiwa                 |                      |                   |
| Raymond A. Speaker  |                    | Sheila Watt-Cloutier    |                          |                      |                   |

### Programme d’interaction publique
Le programme d’interaction publique (PIP) de la Fondation Trudeau rassemble les trois programmes de prix et de bourses et offre aux récipiendaires l’occasion de mettre à jour leurs connaissances et de partager des informations sur des questions complexes et pressantes; c’est aussi un endroit privilégié pour des échanges de vues entre les disciplines, les générations et les cultures.
En plus des événements PIP organisés par la Fondation, tous les membres de la communauté Trudeau peuvent initier des événements PIP portant sur les grands enjeux de politiques publiques qui ont une incidence sur la vie des Canadiens et des citoyens du monde. La Fondation s’associe également à plusieurs institutions et organismes afin de faire progresser le débat dans des domaines plus vastes.
- But des événements PIP : acquisition, transfert et échange de connaissances
- Nombre d’événements PIP organisés entre 2003 et 2011: 91
- Nombre de participants aux événements PIP : plus de 1000 par année

## Gouvernance

### Conseil d’administration
La Fondation est régie par un conseil pancanadien indépendant composé d’administrateurs dont les mandats de deux ans sont renouvelables. Le conseil d’administration et ses divers comités – comité de vérification, comité des finances et des investissements, comité d’étude des mises en candidatures et des nominations – appuient le président de la Fondation dans ses décisions stratégiques et dans la mise en œuvre d’une gestion responsable et transparente.

#### Membres du conseil d'administration
- M. Roy L. Heenan, Président; associé fondateur, Heenan Blaikie LLP
- L'honorable Michel Bastarache, Avocat, Heenan Blaikie LLP; ancien juge à la Cour suprême du Canada
- L'honorable William G. Davis, Avocat, Torys LLP; ancien premier ministre de l'Ontario
- M. Alexander Himelfarb, Ancien ambassadeur du Canada en Italie et en Albanie
- Dr. Chaviva Hošek, Présidente et chef de la direction de l'Institut canadien de recherches avancées
- M. Edward Johnson, Vice-président, avocat-conseil et secrétaire des services financiers, Power Corporation of Canada
- L'honorable Marc Lalonde, Ancien avocat dans le domaine de l'arbitrage commercial à l'international; ancien Ministre fédéral des Finances
- Dr. Paule Leduc, Ancienne rectrice de l'Université du Québec à Montréal
- M. Patrick Pichette, Vice-président sénior et directeur financier, Google Inc.
- Dr. Marc Renaud, Professeur, Université de Montréal; ancien président, Conseil de recherche en sciences humaines du Canada (CRSH)
- Dr. Sean E. Riley, Président, Université St. Francis Xavier
- Dr. Emőke Szathmáry, Présidente et vice-chancelière, Université du Manitoba
- M. Alexandre Trudeau, Réalisateur documentaire

#### Anciens membres du conseil d'administration
- Paul G. Desmarais
- Paul Desmarais jr.
- Louise Fréchette
- Milton K. Wong
- Robert Lacroix
- Peter Lougheed
- L. Jacques Ménard
- Heather Munroe-Blum
- Martha Piper
- Bob Rae
- Jacques Hébert
- Louise Houle
- Bruce McNiven

### Membres de la Fondation
Les membres de la Fondation Trudeau assurent la surveillance de la Fondation en prodiguant des conseils aux administrateurs et au personnel. Ils se réunissent une fois par année à l’occasion de l’Assemblée annuelle des membres où sont nommés les vérificateurs externes ainsi que les nouveaux membres ou administrateurs, au besoin. Les candidatures sont reçues par le comité de mise en candidatures.

#### Membres de la Fondation
- Mme Patricia E. Bovey, Winnipeg, Manitoba
- M. Dennis M. Browne, St John’s, Terre-Neuve et Labrador
- L'honorable William G. Davis, Toronto, Ontario
- Prof. John English, Kitchener, Ontario
- Juge Eileen E. Gillese, Toronto, Ontario
- M. Ron Graham, Toronto, Ontario
- M. Roy L. Heenan, Montréal, Québec
- M. Alex Himelfarb, Ottawa, Ontario
- Mme Louise Houle, Montréal, Québec; Secrétaire
- M. Edward Johnson, Montréal, Québec
- L'honorable Marc Lalonde, Montréal, Québec
- Dr. Joseph MacInnis, Toronto, Ontario
- M. Bruce McNiven, Montréal, Québec; Trésorier
- M. Robert W. Murdoch, Salt Spring Island, Colombie-Britannique
- Mme Laura-Julie Perreault, Montréal, Québec
- M. Michael P. Pitfield, Montréal, Québec
- L'honorable Roy J. Romanow, Saskatoon, Saskatchewan
- M. Peter Sahlas, Paris, France
- Mme Nancy Southam, Montréal, Québec
- M. Alexandre Trudeau, Montréal, Québec
- M. Justin Trudeau, Montréal, Québec

#### Anciens membres de la Fondation
- James A. Coutts
- Carolina Gallo-La Flèche
- Jacques Hébert
- Philip Owen
- Patrick Pichette